# Кривелли, Федерико
Федерико Хавьер Кривелли (исп. Federico Javier Crivelli; родился 28 января 1982 года в Буэнос-Айресе, Аргентина) — аргентинский футболист, вратарь.

## Клубная карьера
Кривелли начал карьеру в молодёжной академии клуба «Бока Хуниорс». Он не смог пробиться в основу клуба и вскоре перешёл в клуб третьего аргентинского дивизиона «Темперлей». В 2002 году в матче против «Атлетико Браун» Федерико дебютировал за основной состав команды в Примера B Метрополитана. Первые несколько сезонов Каривелли был запасным вратарём, но после травмы основного в 2005 году Федерико надолго занял первый номер команды. Сезон 2010/2011 он провёл на правах аренды в «Тальерес». Летом 2011 года Федерико вновь был отдан в аренду, его новой командой стала «Химнасия Хухуй». 9 августа в матче против «Феррокарриль Оэсте» он дебютировал за новый клуб. По окончании аренды Кривелли вернулся в «Темперлей». В 2014 году он помог клубу выйти в элиту. 15 февраля в матче против «Банфилда» Федерико дебютировал в аргентинской Примере.
Летом 2016 года Кривелли на правах аренды перешёл в мексиканский «Чьяпас». 22 октября в матче против «Тихуаны» он дебютировал в мексиканской Примере.